# Обрад Зелић
Обрад Зелић српски је универзитетски професор. Предаје предмете Пародонтологија и Орална медицина на Стоматолошком факултету у Београду. Професор је по позиву на факултетима у Москви, Јеревану, Торонту, Винипегу, Атини и Јерусалиму.

## Биографија
Рођен 1946. године у Обровцу. Потиче из угледне далматинске породице црквеног великодостојника Српске православне цркве Герасима Зелића. Зелићи су у блиским породичним односима са ускочким војводом Стојаном Јанковићем и познатим књижевником Владаном Десницом.
Дипломирао је први у генерацији 1970. а за доцента је биран са непуне 33 године живота 1979. године.
Обрад Зелић је до сада оперисао више од 10.000 болесника оболелих од гингивита и пародонтопатије. Оснивач је и руководилац школе пародонталне медицине и мукогингивалне микрохирургије. Едуковао је 23 доктора наука, 18 магистара и преко 80 специјалиста из ове области стоматологије. Последњих година се бави истраживањем утицаја системских обољења - посебно дијабетеса на болести уста, као и уградњом оралних имплантата код безубих пацијената. Професор др сци. Обрад Зелић је један од наших најзначајнијих научника стоматолога.
Обрад Зелић је показао велику иницијативу у хумантарним делатностима. Године 1990. је био оснивач српског огранка клуба Kiwanis, једне од најзначајнијих хуманитарних организација у свету а ангажован је и у другим сличним удружењима - у акцијама за помоћ деци, болеснима и људима који су претрпели страхоте рата. Председник Kiwanis клуба у Београду био је током 1999 и 2000. године.

## Научни рад
Проф. др сци. Обрад Зелић је објавио преко 200 научних и научно-стручних радова у нашој земљи и 70 радова у иностраним часописима. До сада је публиковао 12 монографија и уџбеника. Књига „ОСНОВИ КЛИНИЧКЕ ПАРОДОНТОЛОГИЈЕ“ из 2002. године је први уџбеник на Стоматолошком факултету који је објављен и у електронском облику, а најзначајнији делови су преведени и на енглески и руски језик.
Научни радови проф. Зелића су веома често цитирани у водећим светским и домаћим часописима, монографијама и уџбеницима. Проф. др Обрад Зелић је у редакционим одборима стручно-научних часописа „Стоматолошки гласник Србије“, „Стоматолошки Информатор“ и „Орална Имплантологија“. Рецензент је већег броја уџбеника, монографија и атласа као и огромног броја научних и научно-стручних радова. Већ 30 година руководи школом пародонталне и мукогингивалне микрохирургије коју је сам и основао. Присутан је и у бројним масовним медијима (био је редован сарадник „Политике“) где континуирано ради на едукацији грађана о правилној бризи о зубима и деснима.

## Академски рад
Управник Централне лабораторије Стоматолошког факултета у Београду 1983 — 1987. године. Био је шеф катедре за Пародонтологију и оралну медицину од 1989. до 1993. а затим и управник Клинике за пародонтологију и оралну медицину Стоматолошког факултета Универзитета у Београду у периоду од 1993. до 2000. године.
Више десетина предавања у Србији, бившим југословенским републикама и иностранству (Русија, Јерменија, Грчка, Немачка, Канада, Мађарска, Швајцарска, Израел, Мексико).

## Истраживачки рад
Био је главни истраживач у 6 научних пројеката, а сада је: 
- Сарадник на изради пројекта Министарства за науку и технологију Србије: „ЕТИОЛОГИЈА, ФАКТОРИ РИЗИКА И ТЕРАПИЈА ОБОЉЕЊА ПАРОДОНЦИЈУМА“ бр. 1552.
- Руководилац је пројекта "REGENERATIVE TREATMENT OF PROGRESSIVE PERIODONTITIS USING DIFFERENT ALOPLASTIC MATERIALS", који ради са колегама из Немачке, Канаде и САД.

Изабран је за Почасног доктора наука Медицинског факултета Универзитета у Јеревану, 1995. године.
Др Обрад Зелић је значајан иноватор у области увођења нових лековитих средстава. Он је творац патента новог антисептичног раствора за санирање инфламације уста и ждрела - Озосепт (1993) и Озосепт-гела (1999). Озосепт раствор (Патент број П-252/1993, регистрациони број 48539/1998) је ушао у свакодневну клиничку и амбулатну праксу у нашој држави, као и у већини земаља овог региона.
Руководио је (од 1989. до 2001) дизајнирањем, претклиничким и клиничким студијама у производњи и примени прве домаће вештачке кости (Алдовит-1).

### Патенти
- ПРОНАЛАЗАК “ОЗОСЕПТ” – РАСТВОР ЗА ИСПИРАЊЕ УСТА И ГРЛА

Проналазач : Проф. Др Обрад Зелић. Проналазак је патентиран 1993. године под бројем П-252/93. Савезни завод за интелектуалну својину је прихватио захтев за признање патента 01.07.1998, што је објављено у “Гласнику интелектуалне својине” број 3/98. Проналазак је уписан у Регистар патената под бројем: 48538. Производи га фирма “Пхарманова” из Београда. 
- ПРОНАЛАЗАК “ОЗОСЕПТ-ГЕЛ” – ГЕЛ ЗА СМИРИВАЊЕ ИНФЛАМАЦИЈЕ СЛУЗОКОЖЕ

Проналазач : Проф. Др Обрад Зелић. Проналазак је уписан у Регистар патената под бројем: 130902. Започета је пробна производња (“Пхарманова” Београд).
- ПРОНАЛАЗАК “ОЗОМЕТ” – КОНЦЕНТРОВАНИ ГЕЛ ЗА ЛЕЧЕЊЕ УЛЦЕРОНЕКРОЗНИХ ПРОЦЕСА

Проналазач : Проф. Др Обрад Зелић. Патентирање проналаска је у току.

## Награде
За своја научна и иновацијска достигнућа проф. Зелић је добио више награда, а посебно истичемо златну медаљу за проналазаштво „Тесла - Пупин“ (бр.006 - 2002. године). Добитник је и годишње награде Српског лекарског друштва - СЛД-а за научно-истраживачки рад за 2003. годину. Члан је великог броја међународних научних удружења (FDI, IADR, ADI, BSS и др.). За ванредног члана Академије медицинских наука СЛД је изабран 1998, док је за редовног члана изабран 2006. године.

## Дела

### Монографије и уџбеници
ПАРОДОНТОПАТИЈЕ (монографија)
Ђајић Д., Дјукановић Д., Зелић О., Урсу И.
Научна књига, Београд, 1980. (ово дело је било у најужем избору за доделу Октобарске награде Београда за 1980. год.)
ПАРОДОНТОПАТИЈЕ (монографија)
Ђајић Д., Ђукановић Д., Зелић О., Урсу И.
2. измењено и проширено издање, Дечје новине, Горњи Милановац, 1988., (прихваћено као уџбеник за последипл. студије на стом. факултетима у Југославији)
ФИЗИКАЛНА МЕДИЦИНА - практикум
Зелић О., Исаков Б.
Спортска књига, Београд, 1989.
ПРЕВЕНТИВНА СТОМАТОЛОГИЈА У ОДРАСЛИХ (уџбеник за редовне студенте)
Јанковић, Љ., Стаменковић, Д., Зелић, О. и сарад.
„Драганић“, Београд, 1995.
ФИЗИКАЛНА МЕДИЦИНА - практикум
Зелић, О., Исаков, Б.
2. измењено и проширено издање, Култура, Београд, 1995.
БОЛЕСТИ УСТА - ПАРОДОНТОЛОГИЈА И ОРАЛНА МЕДИЦИНА (уџбеник за ученике средње-медицинске школе)
Зелић, О., Ђукановић, Д.
Завод за издавање уџбеника, Београд, 1996., 2. издање 2003., 3. издање 2008.
ОСНОВИ КЛИНИЧКЕ ПАРОДОНТОЛОГИЈЕ (помоћни уџбеник за студенте стоматологије, са најважнијим деловима на енглеском и руском језику)
Зелић, О.
Графико 011, Београд, 2000.
ОСНОВИ КЛИНИЧКЕ ПАРОДОНТОЛОГИЈЕ (помоћни уџбеник-штампано и електронско издање, са најважнијим деловима на енглеском и руском језику)
Зелић, О.
II издање, Издавач: Аутор, Београд, 2002.
ПАРОДОНТОЛОГИЈА И ОРАЛНА МЕДИЦИНА -БОЛЕСТИ УСТА (уџбеник за ученике средње-медицинске школе)
Зелић, О., Ђукановић, Д.
Завод за издавање уџбеника, Београд, 2. издање 2003.
ОСНОВИ КЛИНИЧКЕ ПАРОДОНТОЛОГИЈЕ – Атлас (уџбеник – са најважнијим деловима на енглеском и руском језику)
Зелић О.
III измењено и допуњено издање, у боји, Издавач: Аутор, Београд, 2006.
КЛИНИЧКА ПАРОДОНТОЛОГИЈА (уџбеник за студенте ИВ и В године Стоматолошког факултета)
Зелић, О. и сарадници
Завод за издавање уџбеника, Београд, 2006 (у штампи).

### Издвојени наслови на српском језику
ВРЕДНОСТ РЕНДГЕНОГРАМА У ДИЈАГНОСТИЦИ ОБИМА КОШТАНЕ РЕСОРПЦИЈЕ У ПРОГРЕСИВНОЈ ПАРОДОНТОПАТИЈИ
Сокић Г., Ђукановић Д., Зелић О.
Стом. глас. Србије, 20:297-302, 1973.
ПРЕВЕНТИВНЕ МЕРЕ У ПАРОДОНТОПАТИЈИ
Зелић О., Сокић Г.
Стом. глас. Србије, ванредан број, пп.117-120, 1974.
РЕНДГЕНОГРАФСКИ НАЛАЗ У ПРОГРЕСИВНОЈ ПАРОДОНТОПАТИЈИ
Зелић О.
Магистарски рад, Стом. факултет у Београду, 18.09.1975.
ПРОУЧАВАЊЕ ОДНОСА ИЗМЕДјУ АЛВЕОЛАРНЕ КОСТИ И ЗУБА СА СТАНОВИШТА ПРОГРЕСИВНИХ ПАРОДОНТОПАТИЈА
Сокић Г., Ђукановић Д., Зелић О.
Зборник радова ВИ Конгреса стом. Југосл., Будва, пп.580-586, 1976.
СТАЊЕ ЗУБА У ОБОЛЕЛИХ ОД ПАРОДОНТОПАТИЈЕ
Зелић О., Станић С.
Стом. глас. Србије, Ванр. број, пп.225-228, 1977.
САВРЕМЕНА ХИРУРШКА ТЕРАПИЈА ПРОГРЕСИВНИХ ПАРОДОНТОПАТИЈА
Зелић О., Ђукановић Д.
Макед. стом. преглед, Скопље, 2:126-131, 1978.
ПРИМЕНА РАЗНОВРСНИХ РЕНДГЕНОГРАФСКИХ МЕТОДА У ПРОУЧАВАЊУ ПРОГРЕСИВНИХ ПАРОДОНТОПАТИЈА
Зелић О.
Стом. глас. Србије, 26:47-53, 1979.
САВРЕМЕНА ТЕРАПИЈА ПРОГРЕСИВНИХ ПАРОДОНТОПАТИЈА
Зелић О.
Докторска дисертација, Стом. факултет у Београду 04.01.1979.
ХИРУРШКИ ЗАХВАТИ НА ПАРОДОНЦИЈУМУ У РЕТРОМОЛАРНОМ РЕГИОНУ
Ђукановић Д., Зелић О., Арсенијевић В.
Ацта Стом. Цроат., 13: 129-131, 1979.
ГИНГИВИТИС НЕОПЛАСТИЦА
Пишчевић А., Зелић О.
Стом. глас. Србије, Ванр. бр., пп.467-471, 1979.
СУБЦЕЛУЛАРНА ОРГАНИЗАЦИЈА ПАРОДОНЦИЈУМА ЧОВЕКА
Пантић В., Ђајић Д., Ђукановић Д., Зелић О.
Стом. глас. Србије, Ванр. бр., пп.413-420, 1979.
КОРЕЛАТИВНИ ОДНОС КЛИНИЧКОГ И ХИСТОПАТОЛОШКОГ НАЛАЗА ТКИВА ПАРОДОНЦИЈУМА
Ђајић Д., Ђукановић Д., Зелић О.
Стом. вјесник БиХ, 9: 89-96, 1980.
ЕПИДЕМИОЛОГИЈА ОБОЉЕЊА ПАРОДОНЦИЈУМА У СРЕДЊОШКОЛСКЕ ОМЛАДИНЕ АРАНЂЕЛОВЦА
Зелић О., Ђукановић Д., Арсенијевић В.
Стом. глас. Србије, 29:70-73, 1981.
ПРИМЕНА КАУСТИКА У ТРАПИЈИ ПАРОДОНТАЛНИХ ЏЕПОВА
Зелић О., Поповић И., Урсу И.
Стом. глас. Србије, 27:61-65, 1981.
ЕФИКАСНОСТ ХИРУРШКОГ ЛЕЧЕЊА ПАРОДОНТОПАТИЈА
Станић С., Ђукановић Д., Зелић О.
Макед. стом. преглед, 6:253-258, 1982.
ПРОУЧАВАЊЕ УТИЦАЈА НИВОА ОРАЛНЕ ХИГИЈЕНЕ НА СТАЊЕ ТКИВА ПАРОДОНЦИЈУМА
Ђукановић Д., Зелић О., Арсенијевић В.
Стом. глас. Србије, 29:195 -198, 1982.
ПРОУЧАВАЊЕ МОГУЋНОСТИ И СТЕПЕНА РЕПАРАЦИЈЕ АРТЕФИЦИЈЕЛНИХ ДЕФЕКАТА АВЕОЛАРНЕ КОСТИ
Ђукановић Д., Зелић О., Лековић В., Димитријевић Б.
Стом. глас. Србије, 30:75-79, 1983.
ПРИМЕНА ЛАТЕРАЛНО ПОМЕРЕНОГ РЕЖЊА У ЛЕЧЕЊУ АТРОФИЈЕ ГИНГИВЕ
Арсенијевић В., Зелић О.
Стом. глас. Србије, 31:199-205, 1984.
МОГУЋНОСТ СТВАРАЊА И ФРЕКВЕНЦИЈА ФОКУСА У БЕЗЗУБИМ ПРЕДЕЛИМА АЛВЕОЛАРНОГ НАСТАВКА
Поповић И., Зелић О., Урсу-Магду И., Јанковић Љ.
Стом. глас. Србије, 32:361-373, 1985.
"LYSO B" У ТЕРАПИЈИ ОРАЛНЕ ДИНИЈЕ И ПИРОЗЕ
Зелић О., Станић С., Поповић И.
Зборник, 27. Научни састанак микроб., епидем. и инфект. Југосл., Пула, пп.101-105, 1985.
ИСПИТИВАЊЕ ЕНЗИМСКЕ АКТИВНОСТИ У ИНФЛАМИРАНОЈ ГИНГИВИ
Урсу-Магду И., Омеровић-Гадјански Г., Зелић О.
Зборник, 27. Научни састанак микроб., епидемиолога и инфектолога Југосл., пп.106-111, Пула, 1985.
РЕПАРАЦИЈА ГИНГИВЕ ПОСЛЕ ПРИМЕНЕ СЛОБОДНИХ МУКОГИНГИВАЛНИХ АУТОТРАНСПЛАНТАТА
Ковачевић К., Лековић В., Зелић О.
Стом. глас. Србије, 32:347-352, 1985.
ПАС КАО МОДЕЛ ПРОУЧАВАЊА ОБОЉЕЊА ПАРОДОНЦИЈУМА
Арсенијевић В., Зелић О., Димитријевић Б., Лековић В., Јаћимовић С. Ковачевић К.
Стом. глас. Србије, 33: 325-334, 1986.
ИМУНОЦИТОХЕМИЈСКИ НАЛАЗ ГИНГИВЕ У ЛАБОРАТОРИЈСКИХ ПАЦОВА
Лекић П., Белоица Д., Зелић О., Цекић Д., Ивановић М.
Стом. глас. Србије, 33:335-342, 1986.
ИНДИКАЦИЈЕ ЗА ПРИМЕНУ МУКОГИНГИВАЛНИХ ХИРУРШКИХ ЗАХВАТА У ОБОЛЕЛИХ ОД ПАРОДОНТОПАТИЈЕ
Зелић О., Ђукановић Д., Арсенијевић В., Стевановић Р.
Ацта Стом Косова, Зборник радова, пп.13-21, 1986.
ИМУНОЛОШКЕ РЕАКЦИЈЕ У ГИНГИВИ ДЕЦЕ ПРЕДШКОЛСКОГ УЗРАСТА И ШКОЛСКЕ ОМЛАДИНЕ
Лекић П., Кнежевић М., Зелић О., Белоица Д.
Ацта Стом Косова, Зборник радова, пп.60-65 ,1986.
МАЛОКЛУЗИЈЕ И ПРОМЕНЕ У ПАРОДОНЦИЈУМУ
Спајић М., Гвозденовић-Симовић В., Зелић О.
Стом. глас. Србије, 33:127-134, 1986.
БИОХЕМИЈСКА ИСПИТИВАЊА ОБОЛЕЛОГ ПАРОДОНЦИЈУМА
Урсу-Магду И., Зелић О.
Стом. глас. Србије, 33:13-19, 1986.
ПРИКАЗ МЕТОДА МЕРЕЊА ПОКРЕТЉИВОСТИ ЗУБА
Зелић О., Карапавловић С., Урсу-Магду И., Димитријевић Б.
Стом. глас. Србије, 34:127-134, 1987.
ОДРАЗ АНАТОМСКИХ АНОМАЛИЈА НА ПАРОДОНЦИЈУМ И ЊИХОВО ОТКЛАЊАЊЕ
Ковачевић К., Лековић В., Зелић О.
Резимеи 5. Стом. Собира на лекарите од Македонија, Дојран, пп.20, 1987.
ИСПИТИВАЊЕ ПАРОДОНЦИЈУМА ЕКСПЕРИМЕНТАЛНИХ ЖИВОТИЊА СА ТРАУМАТСКОМ ОКЛУЗИЈОМ
Ђукановић Д., Урсу Магду И., Зелић О., Димитријевић Б., Мирковић З.
Стом. глас. Србије, 35:379-386, 1988.
ЕПИДЕМИОЛОГИЈА, ПРЕВЕНТИВА И ТЕРАПИЈА ОБОЉЕЊА ПАРОДОНЦИЈУМА
Зелић О., Поповић Љ.
Уводни реферат који је Проф. Др Обрад Зелић одржао на 10. Конгресу лекара Србије, Врњачка Бања, Зборник радова, пп.359-380, 1988.
УЧЕСТАЛОСТ ОБОЉЕЊА ПАРОДОНЦИЈУМА У СТАНОВНИШТВА СР СРБИЈЕ И ПОТРЕБЕ ЗА ЛЕЧЕЊЕМ (ПИНТ)
Вуловић М., Зелић О., Поповић В., Стошић П., Перовић Ј., Пајић М., Лековић В., Лекић П., Спајић М.
Зборник радова 10. Конгреса лекара Србије, Врњачка Бања, 488-493, 1988.
ПРИМЕНА ИНТРАКОРОНАРНИХ КОМПОЗИТНИХ УДЛАГА У ТЕРАПИЈИ ОБОЛЕЛИХ ОД ПАРОДОНТОПАТИЈЕ
Зелић О., Димитријевић Б., Ивановић В.
Стом. глас. Србије, 36:401-408, 1989.
МИКРОБИОЛОШКА ИСТРАЖИВАЊА СУПРАГИНГИВАЛНОГ ДЕНТАЛНОГ ПЛАКА У ПАЦИЈЕНАТА ЗБРИНУТИХ ПОРЦЕЛАНСКИМ И ФАСЕТИРАНИМ КРУНАМА
Костић Љ., Трифуновић Д., Зелић О., Радосављевић Б.
Стом. глас. Србије, 36:48-56, 1989.
МИКРОСКОПСКА АНАЛИЗА ЗАПАЉЕЊСКИХ ИНФИЛТРАТА ГИНГИВЕ У ОБОЛЕЛИХ ОД ПАРОДОНТОПАТИЈЕ
Минић А., Зелић О., Бојић О.
Ацта Стом. Цроат., 23:281-289, 1989.
АНАЛИЗА ПРИМЕНЕ МОДИФИКОВАНОГ ЛАТЕРАЛНО ПОМЕРЕНОГ РЕЖЊА
Зелић О., Стевановић Р.
Стом. глас. Србије, 37:173-183, 1990.
СОЦИОМЕТРИЈСКА АНАЛИЗА ПАРОДОНТАЛНИХ ОБОЉЕЊА СТАНОВНИШТВА СР СРБИЈЕ
Зелић О., Вуловић М., Јањанин М.
Здравствена заштита, 19:16-18, 1990.
ПРИКАЗ ОБЈЕКТИВНИХ МЕТОДА МЕРЕЊА ПОКРЕТЉИВОСТИ ЗУБА
Карапавловић С., Зелић О.
Стом. глас. Србије, 37:201-211, 1990.
ХИСТОПАТОЛОШКЕ ПРОМЕНЕ ЕПИТЕЛА ГИНГИВЕ У ОБОЛЕЛИХ ОД ПАРОДОНТОПАТИЈЕ
Минић А., Зелић О., Бојић П.
Стом. глас. Србије, 37:255-262, 1991.
ГИНГИВИТ ЈЕ ЛАКО СПРЕЧИТИ
Зелић О.
Стом. глас. Србије, 39, Супл. 2, пп.63, 1992.
ПРОУЧАВАЊЕ РЕПАРАЦИОНИХ ПРОЦЕСА У ПАРОДОНЦИЈУМУ У УСЛОВИМА ТРАУМАТСКЕ ОКЛУЗИЈЕ
Урсу Магду И., Ђукановић Д., Зелић О., Димитријевић Б., Арсенијевић В., Бркић З.
Стом. глас. Србије, Вол. 39, суппл. 1, пп.37-42, 1992.
ИМПЛАНТАТ АЛДОВИТ-1 У ЕЛИМИНАЦИЈИ ИНФРАКОШТАНИХ ПАРОДОНТАЛНИХ ЏЕПОВА
Извонар Д., Зелић, О., Арсенијевић В., Ђукановић Д., Димитријевић Б., Полић Дј.
Стом. глас. Србије, 39, Супл. 1, пп.43-45, 1992.
ФРЕКВЕНЦИЈА, ДИСТРИБУЦИЈА И КЛИНИЧКИ ЗНАЧАЈ ДЕХИСЦЕНЦИЈА И ФЕНЕСТРАЦИЈА АЛВЕОЛНЕ КОСТИ
Арсенијевић В., Зелић О., Ђукановић Д.
Стоматологија данас, ИЦН Галеника, Београд, вол. 1:57-60, 1993.
АНАЛИЗА ОБИМА ДЕСТРУКЦИЈЕ ПАРОДОНЦИЈУМА У ЈЕДНОЈ ПОПУЛАЦИЈИ БЕОГРАДА
Ђукановић Д., Зелић О., Багарић М.
Стом. глас. Србије, 41, Супл. 1, пп.47, 1994.
ПРИМЕНА ПЕРИОГРАФТА У ТЕРАПИЈИ АРТЕФИЦИЈЕЛНО ИЗАЗВАНИХ ПАРОДОНТАЛНИХ ДЕФЕКАТА У ПАСА
Димитријевић Б., Ковачевић К., Зелић О.
Стом. глас. Србије, 41:157-161, 1994.
ЗНАЧАЈ ИДЕНТИФИКАЦИЈЕ ДЕНТАЛНОГ ПЛАКА
Зелић О., Урсу-Магду И., Чакић С., Недић М., Маров Ј.
Стом. глас. Србије, 41, Супл. 1, пп.46-47, 1994.
ПАРОДОНТОЛОШКИ НАЛАЗ У ПАЦИЈЕНАТА СА РАЗЛИЧИТИМ ПАРЦИЈАЛНИМ ПРОТЕЗАМА
Тодоровић А., Зелић О., Стаменковић Д.
Стом. глас. Србије, 41:151-156, 1994.
ЕВАЛУАЦИЈА КОРЕЛАЦИЈЕ ОРАЛНЕ ХИГИЈЕНЕ И СТАЊА ПАРОДОНЦИЈУМА ПОПУЛАЦИЈЕ БЕОГРАДА
Зелић О., Ђукановић Д., Багарић М.
Стом. глас. Србије, 41, Супл. 1, пп.48, 1994.
ИНТРАКОРОНАРНА КОМПОЗИТНА УДЛАГА ПОЈАЧАНА ЖИЦОМ У ТЕРАПИЈИ ТЕРМАЛНЕ ПАРОДОНТОПАТИЈЕ
Зелић О., Ђорђевић М., Вујовић Љ.
Стом. глас. Србије, 41, Супл. 1, пп.48, 1994.
МОГУЋНОСТ ПРИМЕНЕ РАЗЛИЧИТИХ СТОМАТОЛОШКИХ ЗАХВАТА У ПАСА
Зелић, О., Арсенијевић В.
Вет. гласник, вол. 48:77-81, Бр. 1-2, Београд, 1994.
УПОРЕДНО ТЕСТИРАЊЕ ХИБИТАНЕ И ДОМАЋЕГ ОРАЛНОГ ОЗОСЕПТА НА БАЦТЕРИОДЕС ИНТЕРМЕДИУС И ФЛОРУ ПАРОДОНТАЛНОГ ЏЕПА
Павлица, Д., Радосављевић, Б., Зелић, О., Војиновић, Ј., Николић, Л.
Сажетак радова, 1. Југосл. конгрес приватних докт. мед. и докт. стомат., Београд, пп.39, 1994.
КЛАСИФИКАЦИЈА ПОВРЕДЕ ЗУБА У ПСА, ДИЈАГНОЗА И ПРИНЦИПИ ТЕРАПИЈЕ
Арсенијевић В., Зелић О., Штаљонић Н.
Вет. гласник, вол. 48:81-85, Београд, 1994.
ХИСТОЛОШКЕ ПРОМЕНЕ У ПАРОДОНЦИЈУМУ ПАСА ИНДУКОВАНЕ ПРИМЕНОМ ИМПЛАНТАТА АЛДОВИТ-1
Димитријевић Б., Зелић О., Арсенијевић В., Ђукановић Д.
Вет. гласник, вол. 48:85-89, Београд, 1994.
ИСПИТИВАЊЕ ХЕМОЛИТИЧНЕ АКТИВНОСТИ БИОКЕРАМИЧКОГ МАТЕРИЈАЛА АЛДОВИТ
Марков, Ј., Медић-Мијачевић, Љ., Васиљевска, М., Дујић, А., Зелић, О.
Ацта стом. Наисси, Ниш, пп.20-21, 1995.
КЛАСИФИКАЦИЈА И ДИЈАГНОЗА ОБОЉЕЊА ПАРОДОНЦИЈУМА
Зелић О., Ђукановић Д.
Стом. глас. Србије, 43: 111-116, 1996.
УПОРЕДНА АНАЛИЗА ОРАЛНИХ АНТИСЕПТИКА НА Б. ИНТЕРМЕДИУС И УКУПНУ КУЛТИВАБИЛНУ ФЛОРУ ПАРОДОНТАЛНОГ ЏЕПА
Радосављевић Б., Павлица Д., Зелић, О., Војиновић Ј., Анђелић П.
Стом. глас. Србије, 40: Супл. 1, пп.102 (Зборник рез. И Конгреса стом. СР Југ.), 1996.
ИНДИКАЦИЈЕ ЗА ПРИМЕНУ МИКРОПОРОЗНИХ ИМПЛАНТАТА КАО КОШТАНИХ СУБСТИТУЕНАТА У ТЕРАПИЈИ ПАРОДОНТОПАТИЈЕ
Зелић О., Недић М.
Орална имплантологија, 2:1998.
КАРАКТЕРИСТИКЕ ПРОТЕИНСКОГ САСТАВА ПЉУВАЧКЕ У ОБОЛЕЛИХ ОД SJÖGREN-овог СИНДРОМА
Хаџи-Михаиловић М., Пуцар А., Бојић Ж., Јанковић Љ., Зелић О.
Стом. глас. Србије, 48: 131-135, 2001.
АНАЛИЗА ПРОТЕИНСКОГ САСТАВА МЕШОВИТЕ ПЉУВАЧКЕ СТАРИХ ОСОБА ОБОЛЕЛИХ ОД ПАРОДОНТОПАТИЈЕ
Мирковић С., Зелић О., Анђелски Б.
Стом. глас. Србије, 49: 29-33, 2002.
ИСПИТИВАЊЕ МУТАГЕНОГ ПОТЕНЦИЈАЛА АЛУМИНИЈУМ ТРИОКСИДНОГ ИМПЛАНТАТА НА ЕМБРИОНИМА ЕКСПЕРИМЕНТАЛНИХ ЖИВОТИЊА
Зелић О., Арсенијевић В., Ђукановић Д., Димитријевић Б., Марков Ј., Лекићпп. Ц.
Стом. глас. Србије, 49: 34-38, 2002.
ГЕНЕРАЛИЗОВАНА ЈУВЕНИЛНА ПАРОДОНТОПАТИЈА – ПРИКАЗ СЛУЧАЈА
Зелић О., Чакић С.
“Стоматолог”, 68: 27-29, 2002.
ПРИМЕНА РЕГЕНЕРАТИВНИХ ЗАХВАТА У ТЕРАПИЈИ ОБОЛЕЛИХ ОД ПАРОДОНТОПАТИЈА
Зелић О., Алексић З., Недић М., Црвеница Ђ.
“Стоматолошки информатор”, Вол. 1: рад прихваћен за штампу, 2003.

### Издвојени наслови на другим језицима
THE INFLUENCE OF ORAL HYGIENE UPON PERIODONTIUM
Đukanović D., Zelić O., Arsenijević V.
Book of summaries, IX Int. Congress of Preventive Med. and Epidem., Beograd, pp.70, 1981.
GINGIVECTOMY, FLAP OPERATION, APICALLY REPOSITIONED FLAP AND SUBGINGIVAL CURETTAGE IN THE TREATMENT OF PERIODONTAL DISEASE
Đukanović D., Zelić O.
Osterr. Zeitschrift für Stom., 79:311-313, 1982.
EFECTS OF ORAL HYGIENE ON PERIODONTAL TISSUES IN A TOWN IN YUGOSLAVIA
Đukanović D., Zelić O., Arsenijević V.
Community Dent. Oral Epidemiol. 11:86-89, 1983.
EVALUATION OF SURGICAL METHODS IN THE TREATMENT OF PERIODONTAL DISEASES (rad objavljen na grčkom jeziku a rezime na engleskom)
Zelić O., Đukanović D.
Helenic Stom. Review, Atina, 27:132-135, 1983.
AN INVESTIGATION OF ALVEOLAR BONE HEIGHT IN ADOLESCENTS
Đukanović D., Arsenijević V., Zelić O.
Int, Rech. Sc. Stom. et Odon., 28: 203-211, 1985.
INTRAALVEOLÄRE PARODONTALE KNOCHETACHEN - HÄUFIGKEIT UND VERTEILUNG
Arsenijević V., Đukanović D., Zelić O.
Die Quintessenz, 10: 1887-1890, 1985.
MALOCCLUSION AND CHANGES IN PERIODONTAL TISSUES
Spajić M., Gvozdenović-Simonović V., Zelić O.
73 Congress of the World Dental Organ. (FDI), Belgrade, (Main Programme), pp.159, 1985.
BIOCHEMICAL INVESTIGATION OF HUMAN GINGIVA IN PERIODONTAL DISEASE
Gadjanski-Omerović G., Ursu-Magdu I., Zelić O.
Jug. Phys. et Pharm. Acta, 22:241-245, 1986.
COLLAGENOUS ACTIVITY IN HEALTH AND INFLAMMED GINGIVA
Zelić O., Ursu I., Gadjanski-Omerović G.
J. Dent. Res. (abstract), 65:823, 1986.
FLAP OPERATIONS IN THE TERATMENT OF DENUDED ROOT SURFACES
Đukanović D., Zelić O., Leković V., Stevanović R.
J. Dent. Res. (abstract), 67:688, 1988.
NUMERIC DENSITY OF GINGIVAL TISSUES IN LABORATORY RATS
Zelić O., Lekić P.
J. Dent. Res. (abstract), 67:701, 1988.
HISTOLOGIC EVALUATION OF THREE CALCIUM PHOSPHATE IMPLANT
Leković V., Kenney B., Zelić O., Dimitrijević B., Arsenijević V., Carranza F. A.
J. Dent. Res. (abstract), 67:352, 1988.
VALUTAZIONE CLINICA DEGLI INNESTI CON GINGIVA AUTOGENA LIBERA
Leković V., Đukanović D., Zelić O., Kovačević K.
Progresso Odontoiatrico, vol 3, 20-24, 1990.
STABILIZATION OF THE MOBILE TEETH BY INTRACORONAL COMPOSITE SPLINTS (ICS)
Zelić O., Stevanović R.
XI émes Journees Francaises De Parodontologie, Cannes, pp.38, 1990.
IMMUNOPATOLOGIC INVESTIGATION OF GINGIVAL TISSUE BY AVIDIN BIOTIN (ABC)
Zelić O., Minić A., Bojić P.
XI émes Journees Francaises De Parodontologie, Cannes, pp.37, 1990.
A STYDY OF IgG, IgA AND IgM IN CONNECTIVE TISSUE IN PATIENTS WITH PERIODONTAL DISEASE BY THE AVIDIN-BIOTIN-COMPLEX IMMUNOPEROXYDASE METHOD
Zelić O., at all.
XIIémes Journees Francaises De Parodontologie, Malte, pp. 46, 1992.
MICROPOROUS IMPLANT ALDOVIT-1 IN THE TREATMENT OF PERIODDONTAL DISEASE
Izvonar D., Arsenijević V., Zelić O., Đukanović D., Dimitrijević B.
1st World congress of Hungarian dentists, Budapest, Hungary, pp. 48-50, 1993.
MUTAGENITY POTENTIAL OF AN ALUMINUM TRIOXIDE MICROPOROUS IMPLANT
Zelić O., Dimitrijević B., Đukanović D., Markov J., Vasiljevska M., Dujić A.
Abstracts 3rdCED/NOF Joint meeting, Berlin, Germany, pp. 69, 1996.
THE NEUROVASCULAR RELATIONSHIPS AND THE BLOOD SUPPLY OF THE TROCHLEAR NERVESURGICAL ANATOMY OF ITS CISTERNAL SEGMENT
Marinković S., Gibo H., Zelić O., Nikodijević I.
Neurosurgery, Vol. 38, pp. 161-169, 1996.
ALUMINUM TRIOXIDE MICROPOROUS IMPLAMT EXIBITED NO EFFECT ON MOUSE REPRODUCTIVE POTENTIAL.
Zelić O., Dimitrijević B., Vasiljevska M., Dujić A., Lekić P.
J. Periodontol. Res. 25: 892-896, 1998.
CLINICAL TRIALS OF QUOLITY OF NEW TOOTHPASTE "DENTAL FRESH TOTAL"
Zelić O., Vulović M., Đukanović D., Ivanović M.
2nd Balkan Dental Congress, Belgrade, April 2-5, pp.70, 1997.
NEW ORAL ANTISEPTIC SOLUTION
Zelić O., Čakić S., Marinković S., Popović M.
2nd Balkan Dental Congress, Belgrade, April 2-5, pp.33, 1997.
MODIFIED EDLAN-MEJCHART SURGERY AND FREE MUCOGINGIVAL TRANSPLANT
Perić B., Zelić O.
The First Congress of World Serbian Academy of Helth Sciences, The Book of Abstracts, Belgrade, pp.71, 1997.
HISTOLOGIC CHANGES OF GINGIVAL EPITHELIUM AND CONNECTIVE TISSUE IN PERIODONTAL DISEASE
Zelić O. Bojić P. Minić A. Crvenica Đ.
Book of Abstr.of the 3th Congress of the BaSS pp.153,1998.
IMMUNOGLOBULINS IN GINGIVAL TISSUE SPECIMENS IN PATIENTS WITH PERIODONTAL DISEASE
Čakić S. Zelić O.
Book of Abstr.of the 6th Congress of the BaSS pp.196,2OO1.
COMPLEX SURGICAL, ENDODONTIC, IMPLANTOLOGIC AND ORTHODONTIC PROCEDURES IN THE THERAPY OF SLOWLY PROGRESSIVE PERIODONTITIS
Ristić D. Zelić O. Aleksić Z.
Book of Abstr.of the 6th Congress of the BaSS pp.193,2OO1.
THE USE OF POLYLACTIC ACID FREE FLOW MEMBRANE IN TREATMENT OF INFRABONY PERIODONTAL DEFECTS
Zelić O. Aleksić Z.
Book of Abstr.of the 6th Congress of the BaSS pp.203,2OO1.
THE USE OF OZOSEPT – R GEL IN THERAPY OF GINGIVITIS
Zelić O., Obrenović S.
Book of abstracts of 7th Congress of the BaSS, pp. 266, 2002.
ELECTRONIC VERSUS CONVENTIONAL PROBE IN DETERMINATION OF PERIODONTAL POCKET DEPTH
Čakić S., Zelić O., Đorđević M.
Book of abstracts of 7th Congress of the BaSS, pp. 269, 2002.
“CLOSED” AUGMENTATION OF SINUS MAXILLARIS
Ristić D., Zelić O.
Mediterranean Dental Implant Congress, pp.11, Corfu, Greece, 2002.
LOCAL SYNTHESIS OF IMMUNOGLOBULINS IN PATIENTS WITH DIFFERENT STAGES OF PERIODONTAL DISEASE
Zelić O., Čakić S.
FDI Annual World Dental Congress, pp.109, Vienna, Austria,2002.
STUDY OF THE ROLE OF AN ANTISEPTIC GEL R ON THE REDUCTION OF GINGIVAL INFLAMMATION
Zelić O., Obrenović S., Mladenović-Todorović G., Đukanović D.
FDI Annual World Dental Congress, pp.112, Vienna, Austria,2002.
PROTEIN COMPOUNDS OF HUMAN SALIVA IN ORAL TISSUE PROTECTION
Mirković S., Zelić O., Andjelski B., Đukanović D.
3rd Macedonian Dental Congress, Programme and abstracts, pp. 124, 2002.
THE GINGIVAMOLL – FLEXIBLE GINGIVAL-MASK
Zelić O., Aleksić Z., Živković R.
8th Congress of BaSS, Tirana, Albania, 2003.